# Bacchisa frontalis
Bacchisa frontalis es una especie de escarabajo longicornio del género Bacchisa, tribu Astathini, subfamilia Lamiinae. Fue descrita científicamente por Gahan en 1894.

## Descripción
Mide 11-13 milímetros de longitud.

## Distribución
Se distribuye por Birmania y Nepal.